# 1 Decembrie
1 Decembrie es una comuna al sur del condado de Ilfov, Muntenia, Rumania, compuesta por una sola aldea, 1 Decembrie. También incluía la aldea de Copăceni hasta 2005, cuando se separó para formar una comuna independiente.

## Nombre
Originalmente llamada Copăcenii de Sus, en la década de 1930 cambió su nombre a Regele Ferdinand, en memoria del rey Fernando de Rumania. Tras la toma del poder comunista tras la Segunda Guerra Mundial, el nombre se cambió a 30 Decembrie (30 de diciembre) para conmemorar el día en que el país se convirtió en república en 1947. En 1996, tras la Revolución Rumana, el nombre se cambió a 1 Decembrie (1 de diciembre), que conmemora el Día de la Unión, el día en que el Reino de Rumania se unió a Transilvania en 1918.

## Demografía
Según el censo de 2021, la comuna tenía una población de 8206 habitantes, de los cuales el 78.15 % son rumanos y el 4.26 % son romaníes.

## Deportes
Sportul 30 Decembrie era un club de fútbol con sede en la comuna. Fundado en 1950, el club contaba con el apoyo financiero de la granja local. Su equipo fue el primero del condado de Ilfov en jugar en la Liga II. El club se disolvió en 1992.